# Креков, Николай Авскентьевич
Николай Авскентьевич Креков (1857—1921) — фотограф-любитель, военный фотограф.

## Биография
Родился в Омске в 1857 году. В 1873 году окончил военную прогимназию. В 1873 году был зачислен в 1-й Западно-Сибирский линейный батальон. Параллельно с этим был зачислен в Западно-Сибирскому Военно-топографическому отдел. Получил чин классного военного топографа. С 1877 по 1897 годы поднялся в табели о рангах с коллежского регистратора до коллежского советника. С 1893 года отвечал за топографические работы в Западно-Сибирском Военно-топографическом отделе. Был избран гласным Омской думы. Участвовал во Всероссийской переписи населения. В 1894 году Николай Креков вступил в Западно-Сибирский отдел Императорского русского географического общества. В 1898 году Креков стал директором фотографической комиссии ЗСОИРГО. Совершил множественные поездки по Туркестану и Сибири, сделав ряд этнографических снимков, многократно экспонировавшихся на фотографических выставках.

## Работы и награды
В 1894 году на Четвёртой фотографической выставке V отдела ИРТО в Санкт-Петербурге получил отзыв поощрения.
На Всероссийской промышленной и художественной выставке 1896 г. в Нижнем Новгороде в разделе «Природа и люди Степного края» фотограф предоставил жюри серию из 300 снимков, сделанных во время поездок по Семиреченской, Акмолинской и Сырдарьинской областям (1894—1895 гг.). Фотографии были оформлены в три альбома. За эту серию работ фотограф получил серебряную медаль.
На Всемирной выставке в Париже в 1900 году была представлена серия работ «Виды и типы Семиреченской области и Кульджинского района».
За участие в Первой Западно-Сибирской торгово-промышленной и сельскохозяйственной выставке получил малую золотую медаль.
В Омском государственном историко-краеведческом музее хранятся 116 снимков фотографа. На фотографиях представлены различные типы: казаки, уличные торговцы, цирюльники.